# Gomphus
Gomphus är ett släkte i insektsordningen trollsländor som tillhör familjen flodtrollsländor. Det finns omkring 52 arter i släktet, utspridda i både Gamla och Nya världen. I Sverige representeras släktet av en art, Gomphus vulgatissimus. Längre söderut i Europa finns även Gomphus flavipes, Gomphus simillimus och Gomphus pulchellus.

## Arter
- Gomphus consanguis
- Gomphus davidi
- Gomphus diminutus
- Gomphus flavipes
- Gomphus geminatus
- Gomphus gonzalezi
- Gomphus graslinii
- Gomphus hodgesi
- Gomphus kinzelbachi
- Gomphus lucasii
- Gomphus lynnae
- Gomphus modestus
- Gomphus parvidens
- Gomphus pulchellus
- Gomphus sandrius
- Gomphus septima
- Gomphus simillimus
- Gomphus vulgatissimus

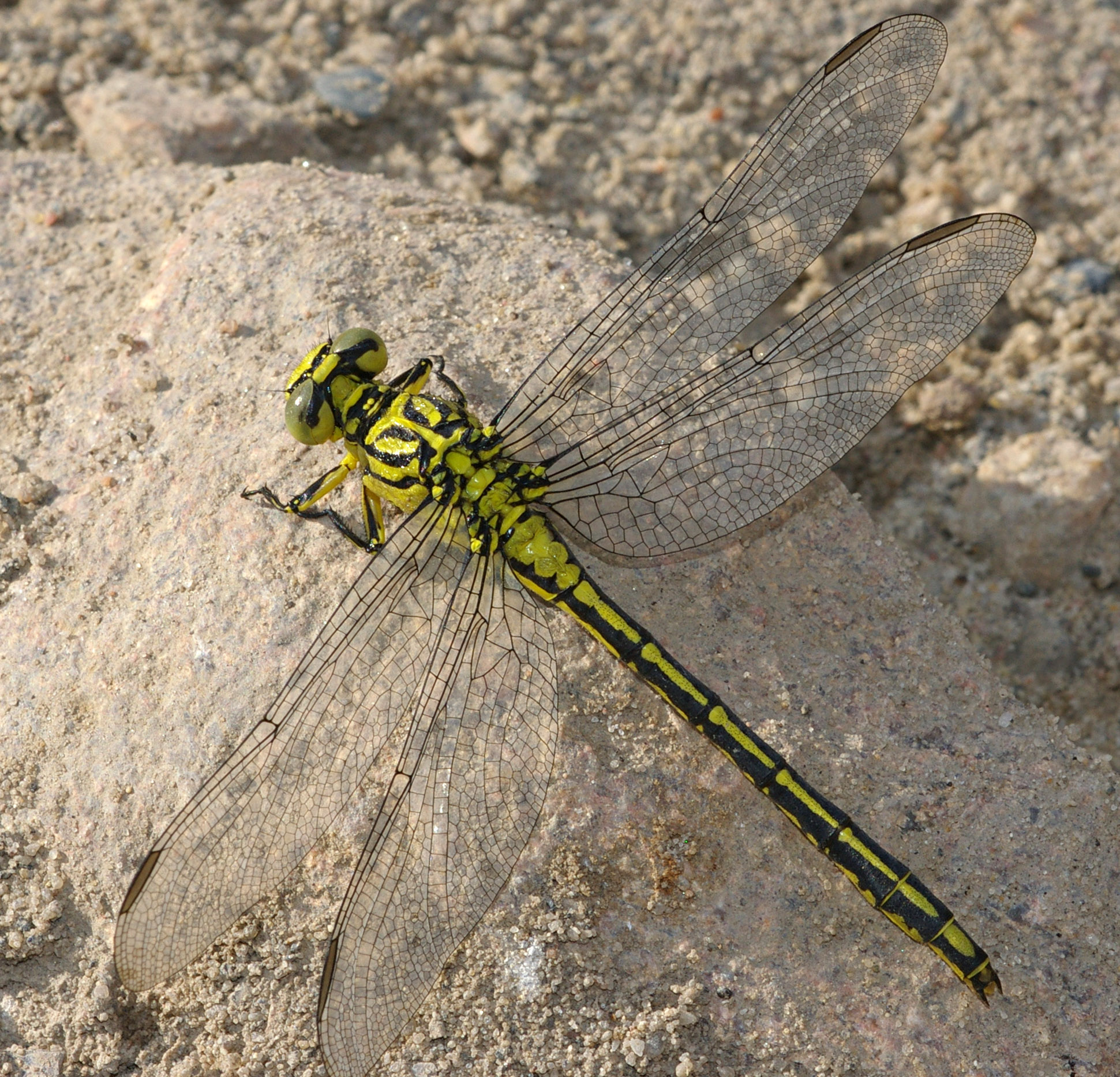
Gomphus flavipes, hona
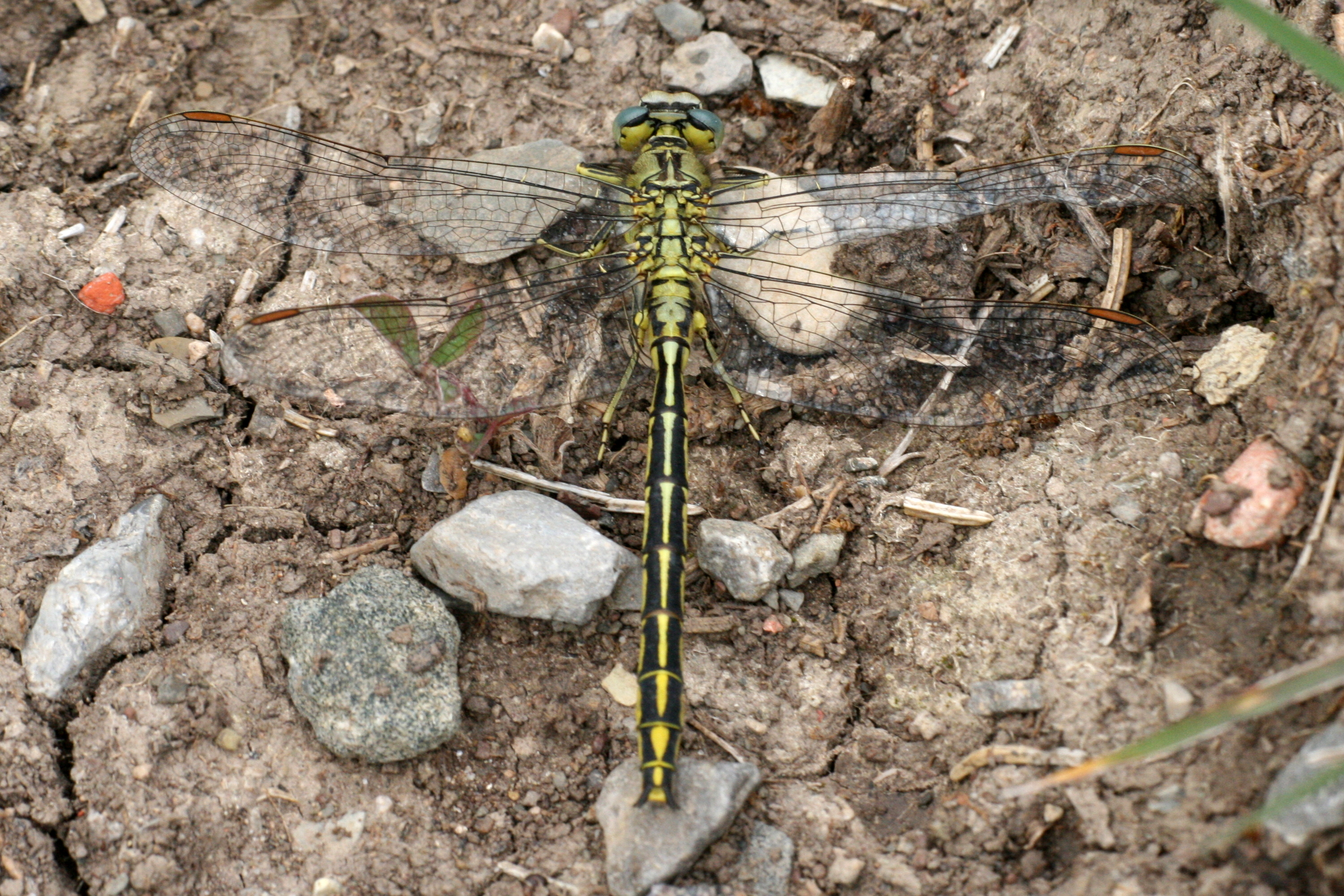
Gomphus pulchellus, hane
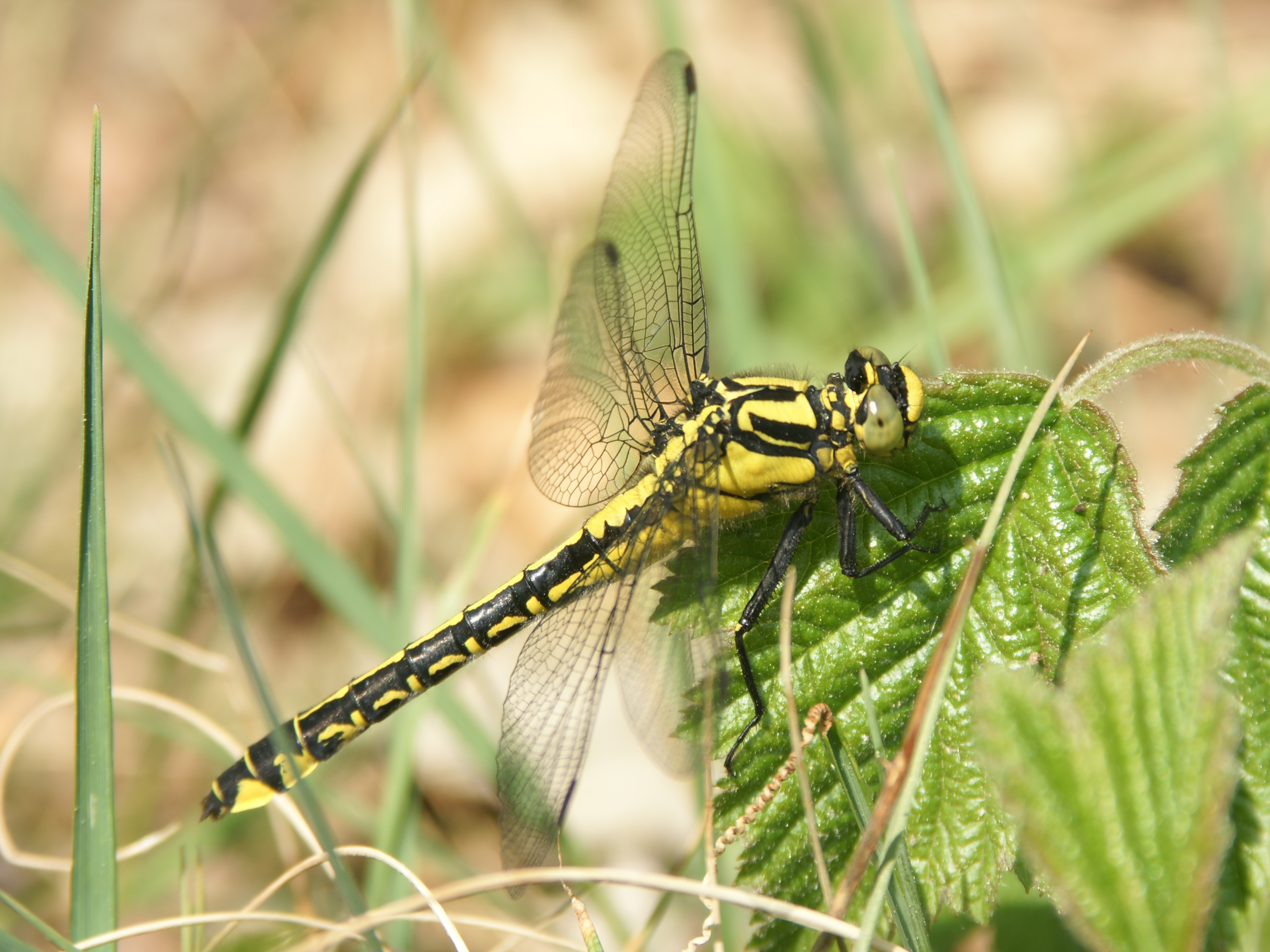
Gomphus vulgatissimus, hona